# Rząd Mihaia Răzvana Ungureanu
Rząd Mihaia Răzvana Ungureanu – rząd Rumunii funkcjonujący od 9 lutego 2012 do 7 maja 2012.
Gabinet zastąpił drugi rząd Emila Boca. Dotychczasowy premier podał się do dymisji 6 lutego 2012 w następnie długotrwałych protestów. Dotąd rządzące ugrupowania, tj. Partia Demokratyczno-Liberalna (PDL), Demokratyczny Związek Węgrów w Rumunii (UDMR) i Narodowy Związek na rzecz Rozwoju Rumunii (UNPR), utrzymały koalicję. Mihai Răzvan Ungureanu, bezpartyjny urzędnik państwowy, otrzymał od prezydenta Traiana Băsescu misję utworzenia nowego gabinetu. Wkrótce przedstawił skład swojego rządu, który 9 lutego uzyskał wotum zaufania ze strony parlamentu. W głosowaniu gabinet poparło 237 spośród parlamentarzystów obu izb. Tegoż dnia rząd został zaprzysiężony, rozpoczynając funkcjonowanie.
27 kwietnia 2012, niespełna trzy miesiące po zaprzysiężeniu, gabinet został odwołany w wyniku uchwalenia przez parlament wotum nieufności. Urzędował do 7 maja 2012, kiedy to zaprzysiężony został pierwszy rząd Victora Ponty.

## Skład rządu
- Premier: Mihai Răzvan Ungureanu (bezp.)
- Wicepremier: Béla Markó (UDMR)
- Minister administracji i spraw wewnętrznych: Gabriel Berca (PDL)
- Minister finansów publicznych: Bogdan Drăgoi (PDL)
- Minister gospodarki, handlu i biznesu: Lucian Bode (PDL)
- Minister spraw zagranicznych: Cristian Diaconescu (UNPR)
- Minister transportu i infrastruktury: Alexandru Nazare (PDL)
- Minister środowiska i leśnictwa: László Borbély (UDMR, do kwietnia 2012), Attila Korodi (UDMR, od kwietnia 2012)
- Minister rozwoju regionalnego i turystyki: Cristian Petrescu (PDL)
- Minister obrony narodowej: Gabriel Oprea (UNPR)
- Minister kultury i dziedzictwa narodowego: Hunor Kelemen (UDMR)
- Minister sprawiedliwości: Cătălin Predoiu (bezp.)
- Minister komunikacji i społeczeństwa informacyjnego: Răzvan Mustea-Șerban (PDL)
- Minister pracy, rodziny i ochrony socjalnej: Claudia Boghicevici (PDL)
- Minister edukacji, badań naukowych, młodzieży i sportu: Cătălin Baba (PDL)
- Minister zdrowia: Ladislau Ritli (UDMR)
- Minister rolnictwa i rozwoju wsi: Stelian Fuia (PDL)
- Minister do spraw europejskich: Leonard Orban (bezp.)